# Северный полюс-26
Северный полюс-26 (СП-26) — советская научно-исследовательская дрейфующая станция. Работала с 21 мая 1983 года до 9 апреля 1986 года.
За три года станция дрейфовала почти на одном месте в зоне области трансарктического переноса льда и области антициклона, переместившись при этом всего на 680 км. Исследования, проведённые на станции, позволили получить сведения о частотных зависимостях затухания звука в морском льде. По результатам обработки проб донных отложений собранных сотрудниками станции, скорость осадконакопления в районе хребта Менделеева оценена в 1,1 мм за 1000 лет. Анализ сообществ фораминифер в этих осадках позволил уточнить информацию об условиях обитания живых форм и захоронения их раковин.

## Смены
На станции осуществлено три смены персонала.
- Первая смена (с 21 мая 1983 по 29 апреля 1984). Состав 23 человека. Начальник В. С. Сидоров.
- Вторая смена (с 29 апреля 1984 по 10 мая 1985). Состав 32 человека. Начальники В. С. Сидоров (до 10 мая 1985) и Г. Н. Войнов.
- Третья смена (с 10 мая 1985 по 9 апреля 1986). Состав 30 человек. Начальники Н. И. Блинов (до 1 февраля 1986) и Ю. П. Тихонов.